# Emma Myers
Emma Myers (narozena 2. dubna 2002) je americká herečka. Svou kariéru zahájila jako dětská herečka v roce 2010, kdy se objevila v seriálu Slunečno, místy vraždy. V roce 2022 prorazila rolí Enid Sinclairové v seriálu společnosti Netflix Wednesday.

## Raný život
Emma Myersová se narodila v Orlandu na Floridě Nicole a Jeremymu Myersovým. Má tři sestry a je z nich druhá nejstarší. Navštěvovala družinu domácího vzdělávání a podle vlastních slov „nikdy neměla zkušenosti s tradiční školou“. Z matčiny strany má řecké předky.

## Kariéra
Myersová začala svou hereckou kariéru jako dětská herečka v roce 2010, kdy debutovala v televizním seriálu Slunečno, místy vraždy, profesionálně se herectví začala věnovat v 16 letech, objevila se ve filmech A Taste of Christmas (2020) a Dívka ve sklepě (2021). V roce 2022 se dočkala průlomové role, když si v seriálu společnosti Netflix Wednesday zahrála roli Enid Sinclairové, pozdní vlkodlačice a spolubydlící Wednesday Addamsové (kterou ztvárnila Jenna Ortega), objevila se také ve filmu Southern Gospel (2023). Myersová si příště zahraje v komedii společnosti Netflix Family Leave po boku Jennifer Garnerové, Eda Helmse a Bradyho Noona a také ztvární hlavní postavu Pippy Fitz-Amobiové v televizní adaptaci románu A Good Girl's Guide to Murder.

## Osobní život
Myersová je fanouškem K-popu, konkrétně skupiny Seventeen. V rozhovoru pro Teen Vogue v roce 2022 uvedla, že fandomy Pána prstenů a Star Wars byly „dva fantastické pilíře online fandomu, které formovaly způsob, jakým Emma viděla svět“. Myersová se popisuje jako introvert.

## Filmografie

### Film
| Rok  | Název           | Role                      | Poznámky              |
| ---- | --------------- | ------------------------- | --------------------- |
| 2010 | Letters to God  | Dívka ve školním autobuse | neuvedena v titulcích |
| 2010 | Crooked         | Dívka z tělocvičny        | krátkometrážní snímek |
| 2020 | Deathless       | Mavis Nebicková           | krátkometrážní snímek |
| 2023 | Southern Gospel | Angie Blackburnová        |                       |
| 2023 | Family Switch   | CC Walkerová              |                       |
| 2025 | Minecraft film  | Natalie                   |                       |

### Televizní tvorba
| Rok           | Název                         | Role                         | Poznámky       |
| ------------- | ----------------------------- | ---------------------------- | -------------- |
| 2010          | Slunečno, místy vraždy        | Paige Slaytonová             | epizodní role  |
| 2020          | The Baker and the Beauty      | Stephanie                    | epizodní role  |
| 2020          | Dead of Night                 | Dívka z Magnólie             | dvě epizody    |
| 2020          | A Taste of Christmas          | BeeBee Jordanová             | televizní film |
| 2021          | Dívka ve sklepě               | Marie Cody                   | televizní film |
| 2022          | Wednesday                     | Enid Sinclairová             | hlavní role    |
| bude oznámeno | A Good Girl's Guide to Murder | Pippa „Pip“ Fitzová-Amobiová | hlavní role    |